# Логачёв, Павел Владимирович
Павел Владимирович Логачёв (род. 13 февраля 1965) — российский физик, академик РАН (2016), специалист в области физики пучков заряженных частиц и ускорительной техники.

## Биография
Родился в 1965 году в посёлке Макаракский Тисульского района Кемеровской области.
С 1982 по 1989 годы обучался на физическом факультете Новосибирского государственного университета. Учёба прерывалась призывом в армию на два года, в 1984—1986 гг.; отсрочка студентам в тот период была отменена.
C 1989 года работает в Институте ядерной физики СО РАН. В 2009 году защитил докторскую диссертацию «Неразрушающая диагностика интенсивных сгустков заряженных частиц электронным пучком низкой энергии». В 2011 году избран членом-корреспондентом РАН по Отделению физических наук (секция ядерной физики), в 2016-м — академиком РАН. С 2015 года — директор Института ядерной физики СО РАН.
Член Совета по науке и образованию при Президенте РФ (с 2017). Участник инициативной группы, которая выдвинула Владимира Путина кандидатом на президентских выборах 2018 года. В феврале 2018 года вошёл в состав экспертного совета партии «Единая Россия». 

## Награды, премии, почётные звания
- Медаль ордена «За заслуги перед Отечеством» II степени (5 февраля 2024 года) — за большой вклад в развитие отечественной науки, многолетнюю плодотворную деятельность и в связи с 300-летием со дня основания Российской академии наук[5].

## Публикации
П. В. Логачёв является автором 85 научных работ.